# Ordentliche Gerichtsbarkeit (Deutschland)
Die ordentliche Gerichtsbarkeit (auch: Justizgerichtsbarkeit) besteht in Deutschland gemäß § 13 Gerichtsverfassungsgesetz (GVG) aus allen Gerichten, vor die Zivilsachen, also bürgerliche Rechtsstreitigkeiten, Familiensachen, Angelegenheiten der freiwilligen Gerichtsbarkeit sowie Strafsachen gehören, soweit für sie nicht entweder die Zuständigkeit von Verwaltungsbehörden oder Verwaltungsgerichten begründet ist oder auf Grund von Vorschriften des Bundesrechts Fachgerichte bestellt oder zugelassen sind.

Gerichtsorganisation in Deutschland (Makroebene)

## Begriffsgeschichte
Der Begriff „ordentliche“ Gerichtsbarkeit – „ordentlich“ hier im Sinne von „normal“, „gewöhnlich“ – stammt aus dem Spätmittelalter, als Zivil- und Strafgerichte mit ordentlichen Richtern (Vögte bzw. Centrichter) besetzt waren, während für besondere Personengruppen eine außerordentliche Gerichtsbarkeit galt, wie die akademische, militärische oder Kirchengerichtsbarkeit. Die Verwaltungsgerichtsbarkeit lag beim Reichskammergericht. Anfang bis Mitte des 19. Jahrhunderts war sie Teil der Verwaltungsbehörden der Mitgliedsstaaten des Deutschen Bundes (Verwaltungsrechtspflege) und nicht mit unabhängigen Richtern, sondern mit Beamten besetzt. Der Verwaltungsrechtsweg war also nicht identisch mit dem Weg zu den ordentlichen Gerichten, weil keine Richter, sondern Beamte entschieden.
Diese Unterscheidung gibt es nicht mehr, da Art. 92 und 97 Grundgesetz jede Rechtsprechung persönlich und sachlich unabhängigen Richtern zuweist. Der übliche Sprachgebrauch ist dennoch beibehalten worden, obwohl Verwaltungsgerichte heute nicht weniger „ordentlich“ sind als die ordentliche Gerichtsbarkeit.
Die Gerichte der ordentlichen Gerichtsbarkeit teilen sich in die streitige (allgem. Zivilprozesse) und nichtstreitige („freiwillige Gerichtsbarkeit“) sowie die Strafgerichtsbarkeit. Die ordentliche Gerichtsbarkeit ist zudem je Zweig in spezielle Unterzweige (Abteilungen) gegliedert, so etwa im Zivilrecht in Gerichte für Familien-, Handels-, Landwirtschafts- und Schifffahrtssachen oder im Strafrecht in Gerichte für Jugendstrafsachen.
Neben der ordentlichen Gerichtsbarkeit existieren die besonderen Gerichtsbarkeiten Sozialgerichtsbarkeit, Arbeitsgerichtsbarkeit, Finanzgerichtsbarkeit oder Verwaltungsgerichtsbarkeit (vgl. Fachgerichtsbarkeit) und Verfassungsgerichtsbarkeit.

## Aufbau der ordentlichen Gerichtsbarkeit
Die Gerichte sind ihrem Aufbau nach oben hin geordnet
1. Das Amtsgericht (im Strafverfahren heißen die Spruchkörper Strafrichter und Schöffengericht; im Zivilverfahren ist dies stets der Einzelrichter).
2. Das Landgericht (im Strafverfahren ist dies die kleine oder große Strafkammer (auch Schwurgericht), im Zivilverfahren die Zivilkammer oder die Kammer für Handelssachen bzw. der Einzelrichter).
3. Das Oberlandesgericht (im Strafverfahren der Strafsenat, im Zivilverfahren der Zivilsenat oder der Einzelrichter). Das Oberlandesgericht von Berlin wird üblicherweise als Kammergericht bezeichnet. In Nordrhein-Westfalen, Niedersachsen, Baden-Württemberg, Rheinland-Pfalz und Bayern existieren mehrere OLG, in den übrigen Ländern nur jeweils eines.
4. In Bayern ist zusätzlich das Bayerische Oberste Landesgericht eingerichtet. Es entscheidet in einigen Verfahrensarten an Stelle des Oberlandesgerichts, teilweise auch an Stelle des Bundesgerichtshofs.
5. Der Bundesgerichtshof besitzt sowohl für Straf- als auch für Zivilverfahren Senate (oberster Gerichtshof des Bundes für das Gebiet der ordentlichen Gerichtsbarkeit).

Die zehn Gerichte mit den meisten Richterstellen waren 2024 das Landgericht Berlin II (242; nur Zivilsachen), die Amtsgerichte München (211) und Berlin-Tiergarten (204; nur Strafsachen), die Landgerichte München I (200), Hamburg (197,5), Köln (195) und Berlin I (194; nur Strafsachen) sowie die Oberlandesgerichte München (187), Hamm (174) und Düsseldorf (167,5). Durch Landesrechtsverordnung der Landesregierung oder Landesjustizverwaltung können einem Gericht für die Bezirke mehrerer Gerichte Streitsachen ganz oder teilweise zugewiesen sowie auswärtige Spruchkörper von Gerichten eingerichtet werden § 13a GVG. Als besondere Gerichte werden Schifffahrtsgerichte für die in den Staatsverträgen bezeichneten Angelegenheiten zugelassen § 14 GVG. Ausnahmegerichte sind unstatthaft. Niemand darf seinem gesetzlichen Richter entzogen werden § 16 GVG, Art. 101 GG.

### Amtsgericht
Soweit der Rechtsstreit nicht ohne Rücksicht auf den Streitwert in die Zuständigkeit der Landgerichte fällt (§ 23 GVG), sind die Amtsgerichte zuständig
- bei einem Streitwert bis 5.000 € (§ 23 Nr. 1 GVG);
- ohne Rücksicht auf den Streitwert, wenn es sich z. B. um
  - Wohnraummietstreitigkeiten,
  - Streitigkeiten zwischen Reisenden und Wirten,
  - Streitigkeiten nach 43 Abs. 2 Wohnungseigentumsgesetz (WEG),
  - Wildschäden,
  - Mahnsachen,
  - Zwangsvollstreckung,
  - Aufgebotsverfahren

handelt (§ 23 Nr. 2 GVG).
Zudem sind die Amtsgerichte als Gericht erster Instanz in Familiensachen und Angelegenheiten der freiwilligen Gerichtsbarkeit zuständig (§ 23a Abs. 1 GVG).

### Landgericht
In Zivilsachen sind die Landgerichte grundsätzlich erstinstanzlich zuständig, wenn nicht ausdrücklich eine Zuständigkeit der Amtsgerichte bestimmt ist (§ 71 Abs. 1 GVG). Unabhängig vom Streitwert sind die Landgerichte insbesondere ausschließlich zuständig für
- Amtshaftungsklagen
- Klagen wegen falscher, irreführender oder unterlassener öffentlicher Kapitalmarktinformation
- bestimmte Streitigkeiten aus dem Gesellschaftsrecht
- bestimmte Streitigkeiten aus dem Bauvertragsrecht.

Die Landgerichte entscheiden weiterhin über Berufungen und Beschwerden gegen Entscheidungen der Amtsgerichte in bürgerlichen Rechtsstreitigkeiten (§ 72 Abs. 1 GVG), allerdings nicht in Familiensachen.

### Oberlandesgericht
Die Oberlandesgerichte sind für Berufungen und Beschwerden gegen Entscheidungen der Landgerichte in Zivilsachen zuständig (§ 119 Abs. 1 Nr. 2 GVG), ebenso für Beschwerden gegen Entscheidungen der Amtsgerichte in Familiensachen und den meisten Angelegenheiten der freiwilligen Gerichtsbarkeit (§ 119 Abs. 1 Nr. 1 GVG). In wenigen Fällen sind die Oberlandesgerichte auch erstinstanzlich in Zivilsachen zuständig, so in Musterfeststellungsverfahren und in Verfahren nach dem Kapitalanleger-Musterverfahrensgesetz (§§ 118, 119 Abs. 3 GVG).

### Bundesgerichtshof
Der Bundesgerichtshof entscheidet in Zivilsachen über die Rechtsmittel der Revision, der Sprungrevision, der Rechtsbeschwerde und der Sprungrechtsbeschwerde (§ 133 GVG).

## Strafsachen

### Amtsgericht
Die Spruchkörper des Amtsgerichts in Strafsachen heißen Strafrichter und Schöffengericht. Die Amtsgerichte verhandeln nur Sachen im ersten Rechtszug.
Die Zuständigkeit des Amtsgerichts in Strafsachen ergibt sich aus § 24 GVG:
- bei der öffentlichen Klage (Anklage), wenn als Rechtsfolge höchstens Freiheitsstrafe bis zu 4 Jahren zu erwarten ist
- im Strafbefehlsverfahren (maximale Freiheitsstrafe: 1 Jahr auf Bewährung, wenn ein Verteidiger vorhanden ist)
- Privatklageverfahren
- Strafvollstreckung in Jugendsachen

Statthafte Rechtsmittel sind die Berufung und Beschwerde zur kleinen Strafkammer und die Sprungrevision zum Strafsenat des Oberlandesgerichts.
Das Amtsgericht darf eine Unterbringung in einer Entziehungsanstalt nach § 64 StGB anordnen, nicht jedoch eine Unterbringung in einem psychiatrischen Krankenhaus nach § 63 StGB. Ergibt sich während des Verfahrens, dass eine solche ernsthaft in Betracht kommt, muss die Sache an das Landgericht verwiesen werden.

#### Strafrichter
Der Strafrichter ist zuständig, wenn Vergehen angeklagt sind und nicht mehr als zwei Jahre Freiheitsstrafe zu erwarten sind (§ 25 Nr. 2 GVG), wobei er die volle Strafgewalt des Amtsgerichtes hat (4 Jahre Freiheitsstrafe). Die Wahl des Spruchkörpers darf jedoch nicht willkürlich sein. Wenn sich bei der Eröffnungsentscheidung eine höhere Rechtsfolge als 2 Jahre Freiheitsstrafe abzeichnet, muss vor dem Schöffengericht eröffnet werden.

#### Schöffengericht
Das Schöffengericht ist als Spruchkörper zuständig für alle vor dem Amtsgericht zu verhandelnden Strafsachen, für die nicht der Strafrichter zuständig ist (§ 28 GVG).
Das sind:
- alle Verbrechen
- Vergehen, deren Straferwartung zwischen zwei und vier Jahren liegt.

Es ist mit einem Berufsrichter und zwei Schöffen besetzt. Unter besonderen Umständen kann ein zweiter Berufsrichter zugezogen werden (erweitertes Schöffengericht). Dies ist jedoch in der Praxis selten geworden.
Gegen Entscheidungen des amtsgerichtlichen Schöffengerichts ist die Berufung und Beschwerde zur kleinen Strafkammer und die Sprungrevision zum Strafsenat des Oberlandesgerichts gegeben. Eine Berufung gegen ein Urteil des erweiterten Schöffengerichts macht dabei auch vor dem Berufungsgericht die Mitwirkung eines zweiten Berufsrichters erforderlich. Als Besonderheit wird eine Berufung gegen ein Urteil des amtsgerichtlichen Schöffengerichts beim Landgericht von einem Spruchkörper, der genau dieselbe Besetzung wie der des ersten Rechtszugs hat, entschieden. Dies ist historisch bedingt, da früher eine Berufung gegen ein Urteil des Schöffengerichts vor der großen Strafkammer verhandelt wurde.

### Landgericht
Auf Landgerichtsebene sind die kleine und die große Strafkammer sowie die letztere als Schwurgericht als Spruchkörper vorhanden.

#### Kleine Strafkammer
Die Kleine Strafkammer ist als Berufungsinstanz gegen Urteile des Amtsgerichts zuständig. Sie ist besetzt mit einem Berufsrichter und zwei Schöffen.
Gegen die Urteile der kleinen Strafkammer über eine Berufung findet das Rechtsmittel der Revision zum Strafsenat des Oberlandesgerichts statt.

#### Große Strafkammer
Die Große Strafkammer ist im ersten Rechtszug zuständig, wenn Verbrechen angeklagt sind, die nicht zur Zuständigkeit des Amtsgerichts oder des Oberlandesgerichts gehören (Auffangzuständigkeit).
Sie ist ebenso für alle Straftaten zuständig, wenn eine zu erwartende Freiheitsstrafe vier Jahre voraussichtlich überschreiten wird oder die Unterbringung in einem psychiatrischen Krankenhaus oder in der Sicherungsverwahrung zu erwarten ist.
Die große Strafkammer ist auch als erstinstanzliches Gericht zuständig, wenn die Staatsanwaltschaft wegen der besonderen Schutzbedürftigkeit von Verletzten der Straftat, die als Zeugen in Betracht kommen, des besonderen Umfangs oder der besonderen Bedeutung des Falles Anklage beim Landgericht erhebt. Die erste Alternative soll besonders Opfer von Sexualstraftaten davor schützen, in zwei Tatsacheninstanzen als Zeugen aussagen zu müssen.
Sie besteht aus zwei Schöffen und zwei oder drei Berufsrichtern, wobei zwei den Regelfall darstellen. Eine solche Besetzungsreduktion muss jedoch vorher durch Beschluss festgelegt werden.
Gegen Berufungsurteile (nur noch bei der Jugendkammer relevant) ist als Rechtsmittel die Revision zum Strafsenat des Oberlandesgerichts gegeben.
Die große Strafkammer entscheidet auch als Beschwerdekammer über Beschwerden gegen Beschlüsse des Amtsgerichts. Im Falle der Möglichkeit einer weiteren Beschwerde wird diese an das Oberlandesgericht zur Entscheidung vorgelegt.

#### Schwurgericht
Das Schwurgericht ist eine Variante der großen Strafkammer, bei der zwingend zwei Schöffen und drei Berufsrichter die Besetzung stellen. Zuständig ist es bei allen Delikten, die mit dem Tode eines Menschen in Zusammenhang stehen (auch Versuch), abgesehen von der Fahrlässigen Tötung, dem Schwangerschaftsabbruch und der Tötung auf Verlangen. Zulässige Rechtsmittel sind die Beschwerde zum Strafsenat des Oberlandesgerichts und die Revision zum Strafsenat des Bundesgerichtshofs.

### Oberlandesgericht
Beim Oberlandesgericht entscheiden in Strafsachen Strafsenate als Spruchkörper.
Der Strafsenat des Oberlandesgerichts ist als Revisionsinstanz mit drei Berufsrichtern besetzt und als Tatsacheninstanz zunächst mit fünf Berufsrichtern besetzt (§ 122 GVG).
Er ist als Revisionsinstanz gegen Urteile des Strafrichters und Schöffengerichts (sowie deren Berufungsinstanzen) und als Beschwerdeinstanz gegen Beschlüsse der Strafkammern des Landgerichts zuständig, § 121 GVG. Daneben ist das OLG Instanz für die Rechtsbeschwerde nach § 79, § 80a OWiG als sog. „Bußgeldsenat“; dabei ist der Bußgeldsenat grundsätzlich mit einem Berufsrichter besetzt, sofern die Rechtsbeschwerde nicht auf Grund ihrer Beschwer von über 5.000 € an den Bußgeldsenat mit 3 Berufsrichtern übertragen wird.
Ferner entscheidet er gemäß § 120 GVG als erstinstanzlicher Spruchkörper und damit als Tatsacheninstanz, wenn die angeklagte Straftat das Vorbereiten eines Angriffskriegs oder ein Verbrechen des Hochverrats oder Landesverrats betrifft. Außerdem fallen beispielsweise Verbrechen nach dem § 129a StGB (Bildung einer bzw. Mitgliedschaft in einer terroristischen Vereinigung) in die erstinstanzliche Zuständigkeit der Strafsenate der Oberlandesgerichte. Der jeweilige Senat wird auch als Staatsschutzsenat bezeichnet.
Zu seinen nicht-erstinstanzlichen Entscheidungen gibt es kein Rechtsmittel, zu den erstinstanzlichen teilweise die Beschwerde oder Revision zum Strafsenat des Bundesgerichtshofs. Allerdings haben die Oberlandesgerichte ihre Entscheidungen auf die Entscheidungen der anderen Oberlandesgerichte bzw. des Bundesgerichtshofs hinsichtlich der Rechtseinheitlichkeit zu prüfen, § 121 Abs. 2 GVG, und bei Abweichungen dem BGH vorzulegen.
Es entscheidet über Beschwerden gegen die von unteren Gerichten (Amtsgericht, Landgericht) verhängten Ordnungsmittel (§ 181).

### Bundesgerichtshof
Der Bundesgerichtshof hat Strafsenate als Spruchkörper.
Der Strafsenat des Bundesgerichtshofs entscheidet stets in einer Besetzung mit fünf Berufsrichtern. Dem Senat gehören insgesamt mehr als fünf Berufsrichter an. Der Bundesgerichtshof ist als Beschwerdeinstanz des Oberlandesgerichts (§ 135 Abs. 2 GVG) sowie als Revisionsinstanz des Landgerichts und des Oberlandesgerichts (§ 135 Abs. 1 GVG) zuständig. Zudem entscheidet er über Vorlagen der Oberlandesgerichte, wenn sie in gewissen strafrechtlichen Verfahren von Entscheidungen des BGH oder eines anderen OLG abweichen wollen (§ 121 Abs. 2 GVG).
Ordentliche Rechtsmittel gegen die Entscheidungen des Bundesgerichtshofs gibt es nicht. Jedoch können Verfassungsverstöße mit einer Verfassungsbeschwerde beim Bundesverfassungsgericht gerügt werden. Dadurch wird das Bundesverfassungsgericht jedoch nicht zu einer über dem Bundesgerichtshof stehenden Instanz, sondern prüft nur seine Entscheidungen auf Verfassungsverstöße und hebt diese gegebenenfalls auf.